# Fantom Morrisvillu
Fantom Morrisvillu je český film z roku 1966 natočený režisérem Bořivojem Zemanem s Oldřichem Novým v dvojroli a Waldemarem Matuškou v hlavní roli.
Jedná se o filmovou parodii na sešitovou brakovou literaturu. Nevytížený hráč na bicí nástroje v divadelním orchestru si během divadelního operního představení Carmen krátí chvíle čekání na svůj part četbou tajemného detektivního příběhu, který pak sám ve své fantazii během divadelního představení prožívá, nedává pozor a hru orchestru touto četbou kazí. Samotný detektivní příběh pak probíhá v tajemném staroanglickém zámku (exteriéry byly natočeny v prostorách Místodržitelského letohrádku v Praze), jenž je protkán tajnými chodbami a v němž žije žárlivý zámecký pán, anglický lord, člen britské horní sněmovny.

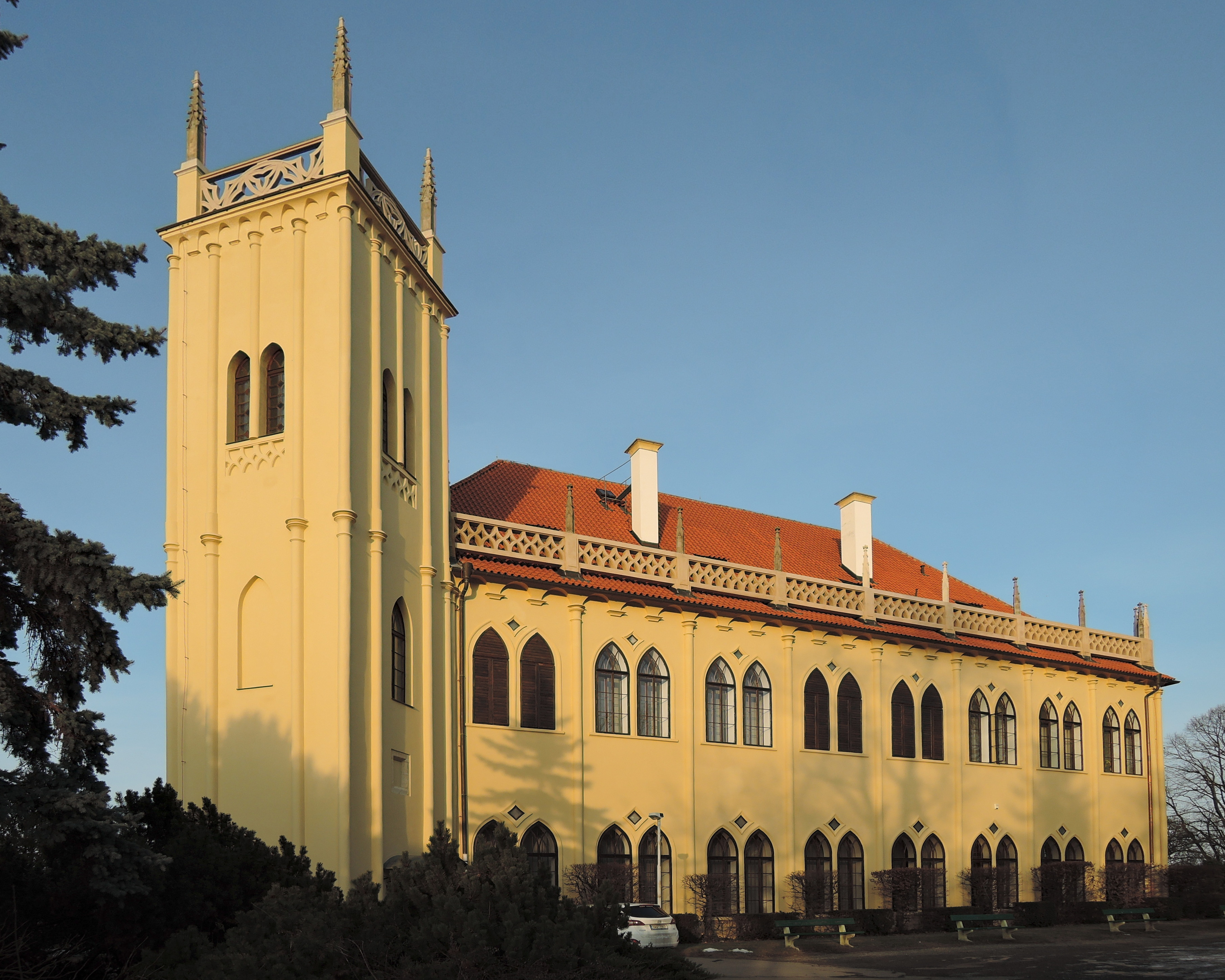
Exteriéry - Místodržitelský letohrádek Praha

## Základní údaje
- Námět: František Vlček
- Scénář: František Vlček, Bořivoj Zeman
- Hudba: Julius Kalaš
- Texty písní: Ivo Fischer
- Architekt: Bohumil Pokorný
- Kostýmy: Jan Skalický
- Kamera: Jiří Tarantík
- Režie: Bořivoj Zeman
- Hrají: Oldřich Nový, Květa Fialová, Vít Olmer, Jana Nováková, Waldemar Matuška, Jaroslav Marvan, František Filipovský, Jan Skopeček, Lubomír Kostelka, Vlasta Fabianová
- Další údaje: černobílý, 89 min., detektivní komedie, parodie na brakovou literaturu
- Výroba: ČSSR, Filmové studio Barrandov, 1966

## Obsazení
| Oldřich Nový         | bubeník Emil/Sir Hannibal Morris alias Fantom - dvojrole |
| Květa Fialová        | Lady Clarence Hamilton, Hannibalova snoubenka            |
| Jana Nováková        | Mabel, Hannibalova tajemnice                             |
| Vít Olmer            | Allan Pinkerton, novinář                                 |
| Waldemar Matuška     | Manuel Díaz, dobrodruh a zločinec                        |
| Jaroslav Marvan      | policejní inspektor Brumpby, Scotland Yard               |
| František Filipovský | doktor Stolly                                            |
| Jan Skopeček         | sluha John                                               |
| Jaroslav Rozsíval    | Dixi, komplic                                            |
| Jaroslav Heyduk      | Drummond zvaný 'Růženka', komplic                        |
| Otto Šimánek         | Miky zvaný 'Kuřátko', komplic                            |
| Vlasta Fabiánová     | miss Arabella, krasojezdkyně, dáma v šedém               |
| Lubomír Kostelka     | Abú, strážce tygrů                                       |
| Rudolf Deyl ml.      | koroner                                                  |
| Nataša Gollová       | lady White, vychovatelka zločinců                        |

## Zajímavost
- Exteriéry na zámku ve filmovém Morrisvillu byly natáčeny v areálu Místodržitelského letohrádku v Praze-Bubenči.